# Château de La Roche-Guyon
Le château de La Roche-Guyon est un château qui se dresse sur la commune française de La Roche-Guyon dans le département du Val-d'Oise aux portes de la Normandie sur la rive droite de la Seine.
L'ancien château fort en ruine, dominé par son donjon, au sommet du coteau a reçu des ajouts importants au XVIIIe siècle au pied du coteau et un jardin et potager « à la française » : le potager du château de la Roche-Guyon.
Le château, classé au titre des monuments historiques, propriété de la maison de La Rochefoucauld est aujourd'hui géré par un établissement public de coopération culturelle (EPCC) regroupant le département du Val-d’Oise, la commune de La Roche-Guyon, le syndicat mixte d’aménagement et de gestion du parc naturel régional du Vexin français et l'État.
Élargi et embelli à de nombreuses reprises, notamment lors d'importants travaux au XVIIIe siècle entrepris par ses propriétaires actuels, les La Rochefoucauld, l'ancienne place forte est progressivement devenue un lieu d'apparat. Depuis 2010, l'exposition « On emménage au château » a transformé l'endroit en musée éphémère dévoilant des œuvres contemporaines au détour d'une galerie ou d'un rempart, comme des colonnes installées par Daniel Buren.

## Historique

### Aux premiers temps du Christianisme: le sanctuaire de sainte Pience
Dès la Préhistoire le plateau du Vexin est occupé par un important réseau de domaines agricoles qui deviendront des villæ gallo-romaines à l'Antiquité (Rhus, Genainville…).
Bien qu'aucune découverte ne l'atteste, il est possible que le site de la Roche-Guyon ait abrité l'une d'elles vers les IIIe et IVe siècles.
C'est là que selon la légende Pience, veuve du propriétaire du domaine aurait rencontré saint Nicaise, l'évangélisateur du Vexin, et contemporain de saint Denis au IIIe siècle.
À la suite de cette rencontre elle aurait fait creuser un sanctuaire dans la falaise qui correspondrait à la nef ouest de l'actuelle chapelle du château afin d'accueillir les premiers chrétiens.
Une petite nécropole mérovingienne a été mise au jour et atteste la présence d'une petite communauté humaine durant le haut Moyen Âge.

### Après le traité de Saint-Clair-sur-Epte: un verrou sur la Seine

Vue panoramique sur le cours de la Seine depuis le donjon du château.

En 911, le traité de Saint-Clair-sur-Epte confère « la rive droite de l'Epte et les territoires jusqu'à la Mer » à l'autorité de Rollon premier duc de Normandie tandis que la rive gauche est attribuée au royaume de France de Charles III.
L'Epte est alors fortifiée et la Roche-Guyon entre Epte et Seine constitue un site de défense stratégique, un premier château troglodytique y est édifié à la fin du XIe siècle, pour défendre l'Île-de-France.
En 1144, Suger le décrit en ces termes :

« Sur un promontoire que forment dans un endroit difficile d'accès les rives du grand fleuve de la Seine, est bâti un château non noble, d'un aspect effrayant et que l'on nomme La Roche-Guyon : invisible à sa surface, il est creusé dans une roche élevée. La main habile de celui qui le construit a coupé sur le penchant de la montagne, et à l'aide d'une étroite ou chétive ouverture, le rocher même, et formé sous terre une habitation d'une très vaste étendue. »

### XIIesiècle: la double forteresse de Guy de La Roche

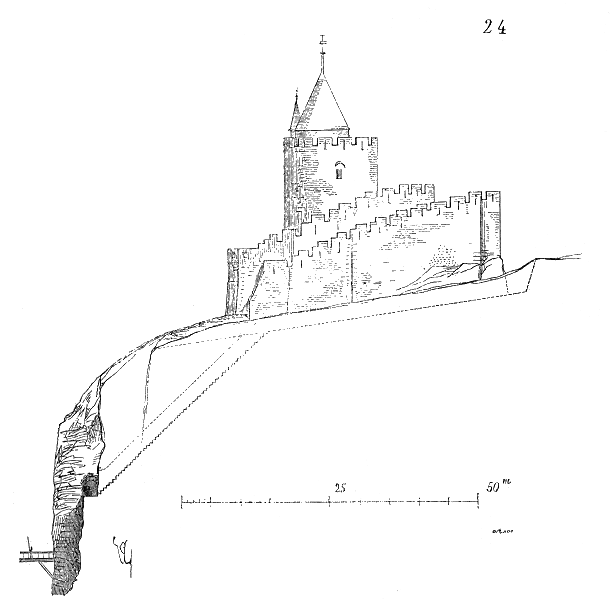
Le donjon sur la falaise et son escalier creusé dans la roche.

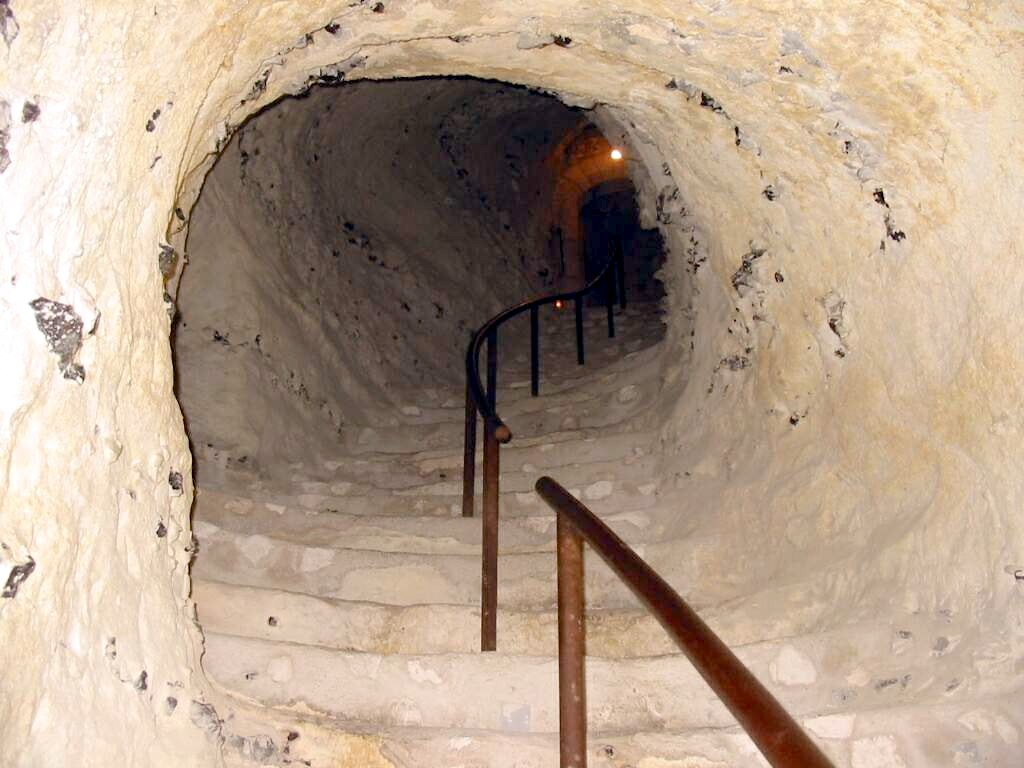
L'escalier, creusé dans la craie, menant au donjon.

Philippe-Auguste séjourne au château en 1185 et souhaite s'assurer la loyauté de son vassal Guy de La Roche en lui accordant deux privilèges majeurs : le droit de lever péage pour les bateaux naviguant sur la Seine ainsi que le droit de chasse exclusif sur les terres royales de la forêt d'Arthies.
Si le droit de péage procure d'importants revenus à la famille de La Roche il implique également des devoirs tels que garantir la navigabilité du fleuve par l'entretien des berges, le dragage, puis à partir de 1480, d'assurer le halage des navires.
Guy de La Roche aux marches du royaume se doit également d'en assurer la protection et pour ce faire édifie le château haut (fin XIIe siècle) avec son donjon (1180-1200) circulaire de 35 mètres de haut et de 12 mètres de diamètre aux murs épais de 3 mètres en surplomb de la Seine sur le plateau. Il le complète d'un éperon triangulaire de 4 mètres de saillie sur son flanc nord, le plus exposé à une attaque éventuelle tandis que la tour centrale est ceinte de deux chemises de défense concentriques qui grimpent en crémaillères sur la pente avec une tour ronde à la pointe extrême ; donjon et chemises se commandent du centre vers la périphérie,. Un escalier d'une centaine de marches est creusé dans la falaise pour le relier au château troglodytique.
Dans un souci de confort c'est également au cours du XIIe siècle[réf. nécessaire] qu'est construit le « château d'en bas » qui remplace peu à peu le château originel constituant ainsi une remarquable forteresse double. Un village important commence à se former au bord de la Seine.
Guy de La Roche est présent à la bataille de Bouvines en 1214 aux côtés du roi. Le château passe de père en fils jusqu'en 1415.

### Guerre de Cent Ans: la parenthèse anglaise

Armoiries des Guy de La Roche.

En 1415, la Roche-Guyon est désormais sous la seigneurie de Guy VI de la Roche, familier du dauphin. Celui-ci est tué à Azincourt le 25 octobre. Sa veuve Perrette de La Rivière (fille de Bureau de La Rivière, premier chambellan des rois Charles V et Charles VI) comme ses voisins de Château-Gaillard et des Deux-Goulets se range aux côtés du parti des Armagnacs.
En 1419, Rouen tombe aux mains des Anglais le 13 janvier, puis c'est au tour de Vernon le 3 février et de Mantes le 8 février. Un détachement dirigé par Richard de Beauchamp, comte de Warwick est envoyé devant La Roche mais il est surpris par l'opiniâtre résistance rencontrée : le château se révèle imprenable.
Après un siège de six mois, Henri V d'Angleterre qui séjourne à Mantes sollicite une entrevue auprès de dame Perette. Il lui offre le choix entre lui prêter allégeance ou quitter le château. La châtelaine refuse d'abord puis face aux menaces de sape du château par les caves, dame Perette capitule le 20 juin.
Les chroniqueurs Jean Jouvenel des Ursins et Enguerrand de Monstrelet rapportent ainsi les faits :
« Lors, lui dit le sire roi, si elle voulait pour elle et ses enfants qui estaient jeunes, lui prêter serment, il les laisserait, à elle et à sesdits enfants, ses meubles terres et seigneuries ; sinon il aurait sa place et ses biens ; mais elle, mue d'un noble courage, aima mieux perdre tout et s'en aller, dénuée de tous biens elle et ses enfants que de se mettre avec ses enfants ès mains des ennemis de ce royaume et de laisser son souverrain seigneur ; ainsi elle en partit et ses enfants dénuée de tous ses biens. »
C'est ainsi que le château est finalement occupé par les Anglais en 1419, Perette de La Rivière rejoint alors la cour du « roi de Bourges ».
Le roi d'Angleterre confie la seigneurie à Guy Le Bouteillier, qui la conserve jusqu'en 1439. Son fils lui succède jusqu'en 1449, date à laquelle le château est finalement repris par Guy VII de La Roche, le fils de dame Perette jusqu'à sa disparition en 1460.

Armoiries de Guy Le Bouteiller (Le Boutillier), Châtelain de La Roche-Guyon (1419-1449) : « D’hermine à une fleur de lys de gueules ».

### Renaissance: le domaine des Silly

Armes des Silly, comtes de La Roche-Guyon.

Par son mariage en secondes noces en 1471, la fille de Guy VII de La Roche, Marie de La Roche-Guyon, apporte le titre et le domaine au chambellan du roi Louis XI, Bertin de Silly.
Une grande période de prospérité s'ouvre et le château perd peu à peu sa fonction défensive pour se transformer en résidence, il accueille des chasses royales et des personnalités célèbres parmi lesquelles François Ier et Henri IV. Les territoires s'agrandissent considérablement.
En 1513, le vaste fief s'étend de Copierres et Arthies au nord jusque Rolleboise et Guernes au sud et de Aincourt à l'est jusque Limetz à l'ouest. Le seigneur y détient le droit de justice et de perception des impôts ce qui enrichit considérablement la famille.

« … Item en la dite chastellenie et duché de la Roche Guyon, j’ay droict de haulte, moyenne et basse justice, tant en eau comme en terre et bois avec la connaissance des causes de tous les sujets et vassaux, même de tous les nobles et ecclésiastiques estant en icelle chastellenie, assisses et ressort, à l’exception seulement des ecclésiastiques de formation royale … Pour exercer toutes lesquelles justices, j’ay un bailly … le greffier de la ditte justice et huict sergeans … Pour la même deffense du chasteau tous les habitans des bourgs de la Roche et Vetheuil et aultres paroisses du village de la chastellenie et duché de la Roche Guyon sont tenus en temps de guerre et troubles d’y venir faire la garde et le guet en tel nombre qu’il est jugé nécessaire par moi et le capitaine préposé, et hors le temps de garde sont tenus ceux qui tiennent terre et lieu de payer et apporter au chasteau le jour de Saint-Remy et par chacun un an 3 sols à l’exception des veufves qui ne payent que dix-huict deniers, le tout à peine d’amende... Dénombrement de 1691 »

« Tableau contenant les droits d’acquit et péage deubs aux seigneurs de La Roche Guyon pour les marchandises chargées en bateaux passant par la rivière de Seine tant en montant qu’en allant par devant le château de la Roche Guyon, duquel péage nul n’est exempt à raison de quelque privilège que ce soit, sinon le Roy, la Royne et le Dauphin de France avec les couvents des Chartreux Celestins et de l‘abbaye de Bechelloyn, pour concession et aumône des seigneurs de La Roche-Guyon. -Premièrement, pour le sel :  Chascun bateau ou navire grand ou petit chargé de sel noir ou blanc en tout ou partie doibt cinq minots et demi de sel et un denier parisis pour le mérot. -Pour le vin :  Et aultres liqueurs d’arbres, chacune pièce de vin et tout aultres liqueurs d’arbres comme vergnot, vinaigre, cildre perè, huiles, miel, et aultres soit pippe poinsson demi poisson cacque, demi cacque ou aultre pourvu qu’ils soient liez d’osier, chargez en bateaux jusque au nombre de six pièces au moins, doit trois sols parisis et un denier pisis pour le mérot […] Sont tenus les voituriers, menant et conduisant les dits bateaux de garer leurs dits bateaux au port de la Roche et de venir quérir le seigneur. Droits de péage inscrits sur une table de bronze à l’entrée du château, 1597. »

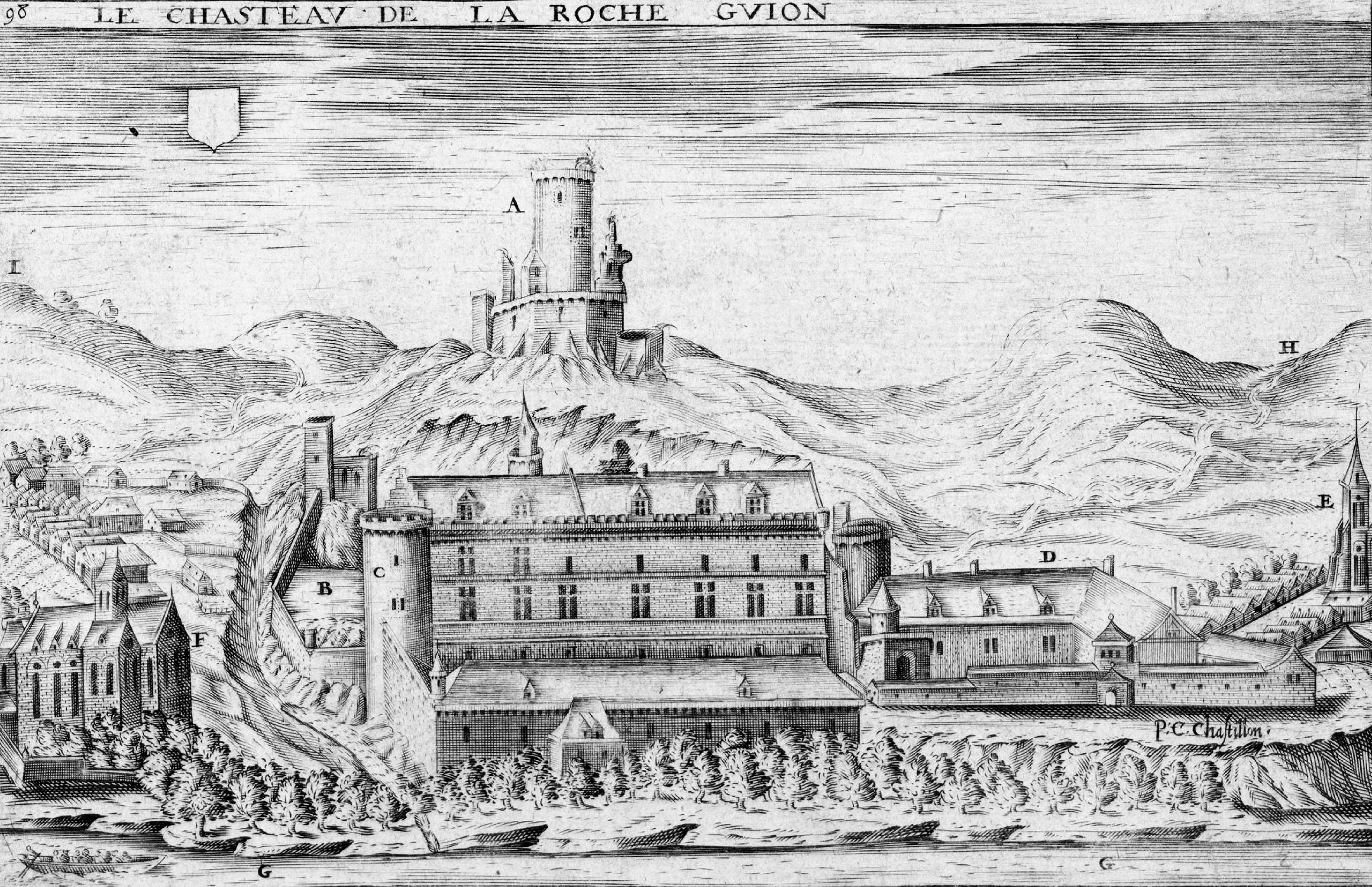
Château à la Renaissance.

En 1551 Henri de Silly devient comte de La Roche Guyon et épouse Antoinette de Pons. Son fils Francois de Silly devient comte de La Roche Guyon.

### AuXVIIesiècle: des Rohan-Chabot aux La Rochefoucauld
À la mort de Francois de Silly en 1628 le titre et le château reviennent à son demi frère Roger du Plessis-Liancourt (issue du remariage d'Antoinette de Pons avec Charles du Plessis-Liancourt issu de la maison de Rohan-Chabot).
Le fils de Roger, Henri-Roger, hérite du domaine puis le lègue à son tour à sa fille Jeanne du Plessis-Liancourt.
En 1659, Jeanne apporte le domaine en dot lors de son mariage avec François VII de La Rochefoucauld grand veneur et grand officier de la garde robe du Roi-Soleil. François de la Rochefoucauld est élevé au rang de duc de La Roche-Guyon par lettres patentes en novembre 1679.
Son fils François VIII duc de La Rochefoucauld, chevalier du roi, épouse Madeleine Le Tellier de Louvois, fille du ministre de la Guerre de Louis XIV et devient duc de La Roche-Guyon à son tour.

### AuXVIIIesiècle: de l'éclat des Lumières à la Grande Terreur

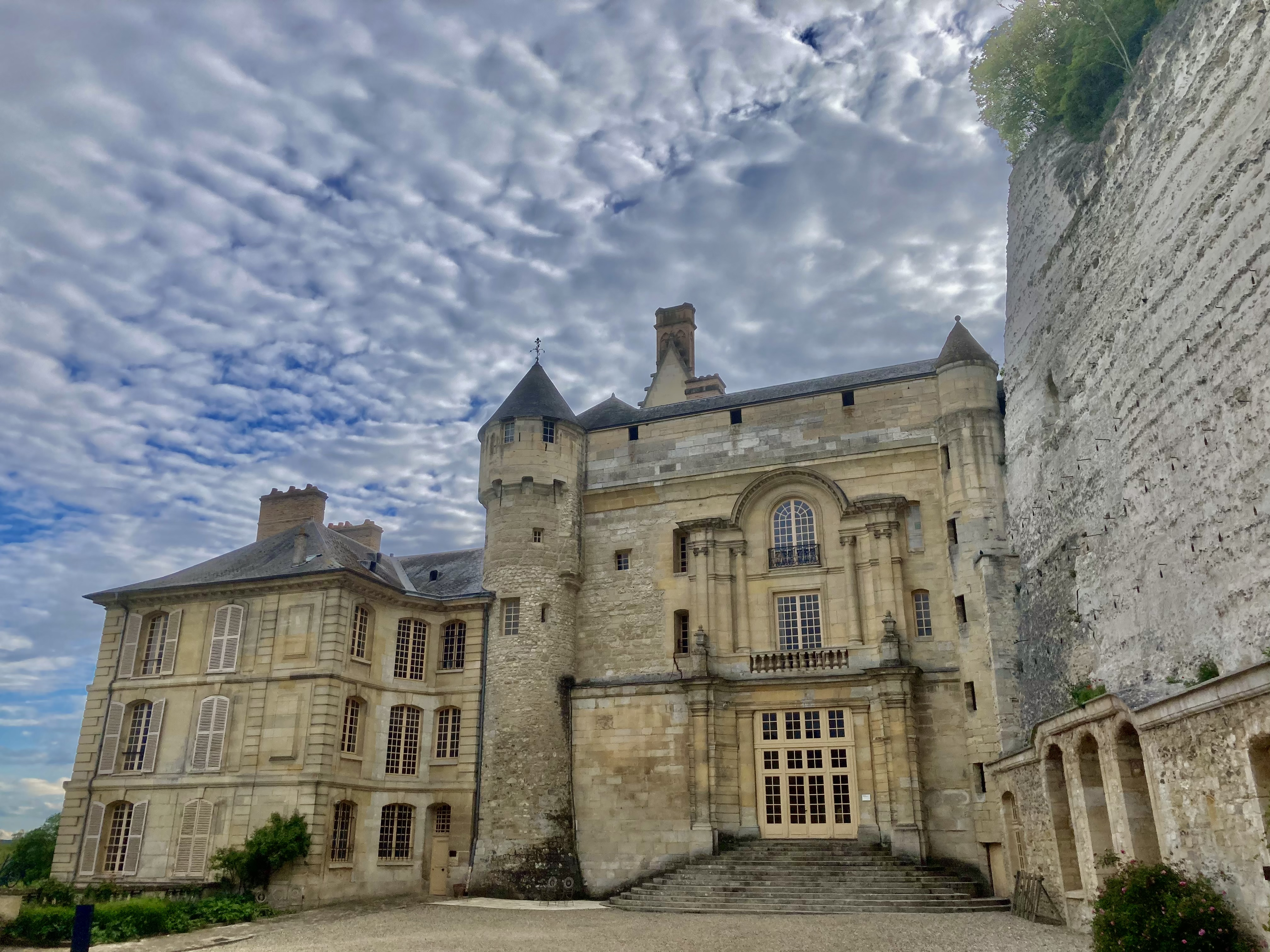
L'entrée monumentale percée dans le rempart est, adossé à la falaise de craie.

#### Alexandre de la Rochefoucauld
Le titre de duc de La Roche-Guyon revient à son sixième fils, Alexandre, en 1728.
Très proche de Louis XV, il obtient de lui des lettres patentes autorisant la transmission en ligne féminine du titre de duc de La Rochefoucauld à son gendre, mais cette transmission ne vaut pas pour le duché de La Roche-Guyon.
Alexandre tombe en disgrâce en 1744 à la suite de la maladie de Metz et de l'hostilité qu'il a alors montrée à l'égard de la duchesse de Châteauroux. Celle ci alors maitresse du Roi est accusée d'être responsable de l'agonie et de la probable mort à venir de Louis XV par sa dépravation. Elle est écartée par une partie de la Cour pendant l'agonie du Roi qui, finalement remis, disgracie la plupart des ennemis de la duchesse dans les semaines qui suivent.
Banni de la Cour, il s'adonne alors à la géographie, à la philosophie et autres sciences dans ses domaines de La Roche-Guyon et Liancourt qu'il s'occupe d'embellir et d'améliorer ainsi que les villages attenants. Le vieux manoir de La Roche-Guyon, d'origine médiévale, ne pouvait par ailleurs plus convenir au rang du duc et de sa mère, fille de Louvois et habitués aux fastes de la cour de France il commence sa transformation.
En 1733, une entrée monumentale baroque est percée dans son rempart est. L'entrée ouvre sur un grand escalier donnant lui même sur la salle des gardes et des pièces de réception.

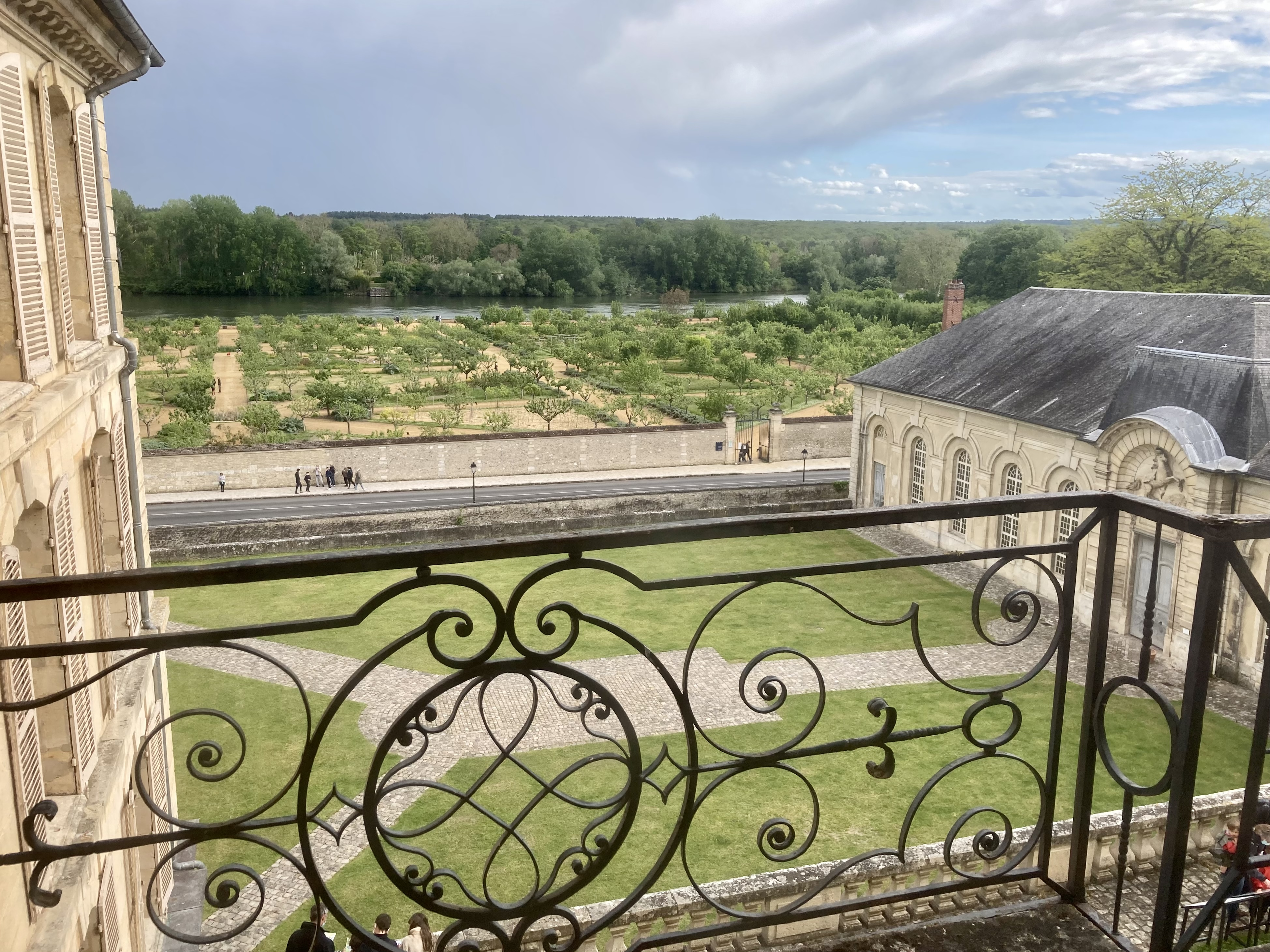
La cour basse et les écuries vues d’un balcon du château. Entrée monumentale du château.

La cour basse conservait encore son apparence médiévale, il est donc décidé de la réaménager en 1739, les communs remplacent désormais les anciennes bâtisses médiévales.
En 1740, le duc fait appel à l'architecte Louis Villars, qui édifie les écuries en cinq ans. Très similaires à celles de Chantilly par leur style ou leurs dimensions, la porte centrale est surmontée d'un cheval cabré sculpté par Jamay.
Une grande grille d'entrée est installée, couronnée de la couronne ducale et des armes des La Rochefoucauld.
En 1741, un petit observatoire est créé sur la terrasse occidentale.
Alexandre meurt le 4 mars 1762 et avec lui le titre de duc de La Roche-Guyon. En effet, par loi salique la titulature se transmet « par les premiers mâles » et il n'eut que deux filles. Il n'est depuis porté qu'à titre de courtoisie sans lettres patentes légitimes.

#### La duchesse d'Enville

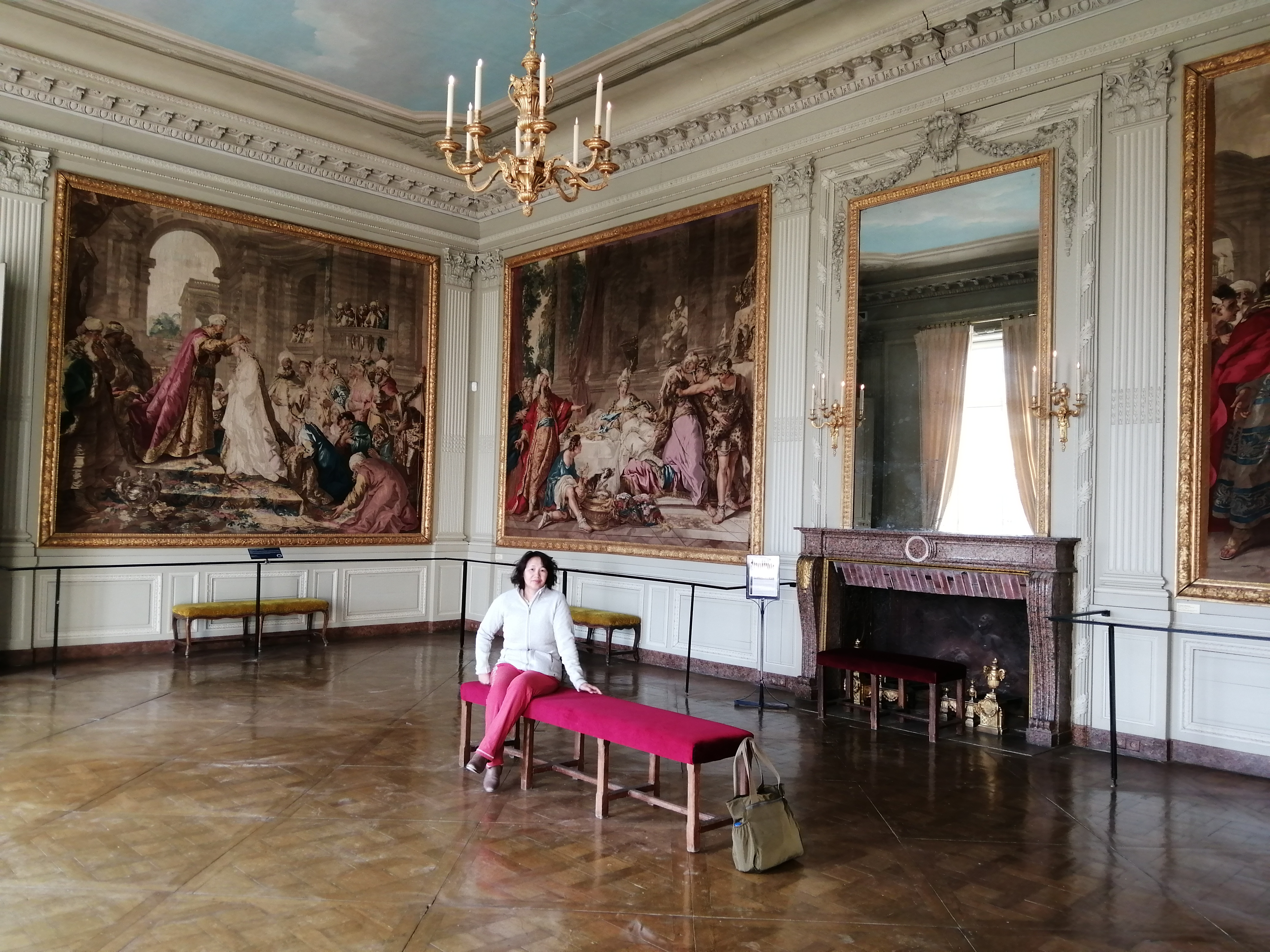
Grand salon et tentures du livre d'Esther commandées par la duchesse d'Enville en 1767, suivant les cartons de Jean-François de Troy.

Sa fille ainée Marie Louise Nicole de La Rochefoucauld, née en 1716, s'était mariée le 28 février 1732 avec son cousin Jean-Baptiste de La Rochefoucauld de Roye, marquis de Roucy (1709-1746). À cette occasion son époux est fait duc d'Enville par brevets.
La duchesse d'Enville, qui a vu disparaitre son époux en Acadie en 1746, hérite du château en 1762 à la mort de son père. Elle va poursuivre son œuvre.
À cette époque, deux pavillons neufs sont ajoutés au château sur les plans de l'architecte Louis Devilliars :
- le pavillon Villars (ou pavillon Fernand) est édifié à l'est sur l'emplacement d'une ancienne tour ronde ;
- le pavillon d'Enville est bâti sur une Cour à l'ouest en forme de « L ».

La devise C'est mon plaisir ou C'est pour plaisir (sous-entendu « c'est pour plaisir de servir le roi ») est apposée dans le château témoignage de l'action de la duchesse pour effacer la disgrâce de son père.
Marie-Louise d'Enville se charge elle-même de l’administration de son patrimoine foncier selon les principes de la Physiocratie.
À La Roche-Guyon et à Paris (Rue de Seine), Mme d’Enville tient un salon où se réunissent philosophes, hommes de lettres, savants et penseurs politiques. Turgot, Condorcet, d'Alembert l’abbé Mably ou encore l’abbé Morellet sont parmi ses invités. Elle fréquente en outre Julie de Lespinasse, Mme Blondel et sa sœur, Mme Douet mais aussi Malesherbes.
La Roche-Guyon devient un véritable champ d’expériences. La duchesse y introduit notamment prairies artificielles, trèfles, luzernes, sainfoin, y fait fabriquer du « pain économique » et cultiver la pomme de terre afin de lutter contre les crises frumentaires. Malsherbes fournit jusqu’à la Révolution, de nombreuses graines et arbres exotiques, contribuant ainsi, comme le peintre Hubert Robert, l'agronome Arthur Young ou le paysagiste Jean-Marie Morel, à l’aménagement du parc de La Roche-Guyon.
Très proche de son fils, Mme d’Enville mise sur ses relations scientifiques pour parfaire l’éducation de son héritier (élu en 1781 à l’Académie des Sciences). Elle-même prend des leçons de mathématiques avec Legendre en 1763 et constitue une collection de minéraux.
Grande lectrice, elle échange également des ouvrages avec Turgot et aime tout particulièrement Rousseau.
Sur le plan politique, elle ose afficher ses idées libérales. Elle prend ainsi cause pour les protestants Calas et Sirven. En 1774, elle soutient Turgot auprès de son parent Maurepas et œuvre en faveur de son entrée au ministère, un parti pris qui lui vaut d’être l’une des cibles du pamphlet Les Trois Maries.
En octobre 1768, une salle de théâtre de 50 places environ comprenant machineries et décors à l’instar des grands théâtres parisiens est inaugurée sous le Grand Salon.
À partir de 1776, elle se lie avec Franklin et Jefferson.
Elle poursuit l’activité de son Salon ainsi que l'ameublement, les collections (dont une collection de minéralogie et une bibliothèque de 15 000 ouvrages) ainsi que la décoration du château qui devient un des plus riches et modernes de son temps jusqu’à ce que la Révolution n’entraîne un repli sur la sphère familiale.
En 1792, au retour d’un séjour aux eaux de Forges, elle assiste à l’assassinat de son fils Louis-Alexandre, tué d’un coup de pierre par un sans-culotte. Emprisonnée avec sa belle-fille, Alexandrine de Rohan-Chabot, elle est libérée en 1794.

Vue panoramique sur les murs écrêtés du donjon.

Dans l'intervalle, le 2 octobre 1793, en pleine Terreur, le conseil général de Seine-et-Oise ordonne la destruction du donjon afin d'éviter qu'il ne tombe aux mains des contre-révolutionnaires. Le donjon est arasé d’un tiers, pour ne plus mesurer que vingt mètres de nos jours, mais les démolisseurs se sont semble-t-il vite lassé de cette besogne et n'ont attaqué de mauvaise grâce le donjon que pour mieux préserver le château bas. La duchesse et son père mécènes et éclairés étaient en effet plutôt bien vus de la population locale empêchant ainsi pillage et destruction du château.
Les pierres du donjon constituent des matériaux bon marché et servent à édifier d’autres bâtiments dans le village, chose courante à cette époque, la pierre étant rare et chère.
La duchesse d'Enville meurt à son domicile parisien de la rue de Seine le 31 mai 1797.

### AuXIXesiècle: des successions aussi chaotiques que le siècle

#### Retour aux Rohan-Chabot
La duchesse d'Enville a eu trois enfants : Élisabeth (1740), Louis-Alexandre (1743) et Adélaïde-Émilie (1745). L'ordre de succession d'alors aurait voulu qu'à sa mort son premier fils, Louis Alexandre, hérite du domaine et des titres mais il a été massacré en septembre 1792.
Dans ce cas il est prévu que la succession revienne à sa fille ainée, Élisabeth-Louise de La Rochefoucauld. Or, cette dernière est morte en 1786 mais elle avait épousé en 1757 Louis-Antoine de Rohan-Chabot avec lequel elle eut trois enfants. Deux de ces enfants sont survivants lors de la mort de leur grand-mère : Alexandre-Louis-Auguste de Rohan-Chabot (né en 1761) et Alexandrine Charlotte de Rohan-Chabot (né en 1763), ce sont ces derniers qui vont devoir se partager la succession.
Par partage notarial la Roche-Guyon revient à Alexandre qui s'y installe volontairement éloigné du Consulat et de l'Empire et fidèle à la monarchie.
En 1804, il engage le peintre Constant Delaperche, comme précepteur de ses propres enfants au château de La Roche-Guyon. Delaperche restera pendant vingt ans au service des Rohan-Chabot et bénéficiera de leur soutien en vue de l'attribution de plusieurs commandes, dont des peintures murales au château et la restauration de la chaire de l'église Saint-Roch de Paris.
Alexandre de Rohan-Chabot meurt en 1816. À sa mort, le domaine de La Roche-Guyon est partagé entre ses six enfants. L'usufruit du château, du parc et d'une partie des terres revient à son fils aîné Louis-François de Rohan-Chabot.
En 1819, Lamartine passe la Semaine sainte à La Roche-Guyon, il y écrit la XXVIe de ses Méditations poétiques.
En 1821, Victor Hugo séjourne à La Roche-Guyon invité par Louis-Francois qu'il a rencontré deux ans auparavant au séminaire de Saint-Sulpice. C'est également à cette époque qu'est également régulièrement reçu le futur cardinal Félix Dupanloup.
En 1822, Louis-Francois veuf est ordonné prêtre le 1er juin il quitte La Roche-Guyon pour Paris.
En 1828, il est nommé archevêque d'Auch puis de Besançon en 1829 sans d'ailleurs avoir pris ses fonctions à Auch.
En mai 1829, en vue de sa nomination le 5 juillet 1830 en tant que cardinal par Pie VIII il sait qu'il ne reviendra jamais à La Roche-Guyon et ne pourra plus s'occuper du domaine qu'il a déjà déserté et vend le château à son cousin le duc François XIII de La Rochefoucauld maire de Liancourt, député et conseiller général de l'Oise et pair de France favorable à Louis-Philippe et à la monarchie de Juillet. Louis François de Rohan-Chabot fuira la Révolution de Juillet en Belgique puis en Suisse et mourra du choléra en 1833. Si c'est son frère, le général Fernand de Rohan-Chabot qui hérite de tous ses titres c'est bien dans le domaine de la famille de La Rochefoucauld que revient la Roche-Guyon.

#### Retour aux La Rochefoucauld
De retour à La Roche-Guyon le 16 août 1835, Hugo écrit à son épouse Adèle, dans En Voyage:
"Je suis à la Roche-Guyon, et j’y pense à toi. Il y a quatorze ans, presque jour pour jour, j’étais ici ; et à qui pensais-je ? à toi, mon Adèle. Oh! rien n’est changé dans mon cœur. Je t’aime toujours plus que tout au monde, va, tu peux bien me croire. Tu es ma propre vie.
Rien n’est changé non plus dans ce triste et sévère paysage. Toujours ce beau croissant de la Seine, toujours ce sombre rebord de collines, toujours cette vaste nappe d’arbres. Rien n’est changé non plus dans le château, excepté le maître qui est mort, et moi, le passant, qui suis vieilli. D’ailleurs c’est encore le même ameublement seigneurial ; j’ai revu le fauteuil où s’est assis Louis XIV, le lit où a couché Henri IV.
Quant au lit où j’avais couché, c’était le vaste lit du cardinal de La Rochefoucauld ; il y a six mois, M. de Rastignac s’est plaint au maître actuel d’y être couché trop au large, ce qui fait que de mon vieux grand lit on a fait des dessus de chaises pour le billard. Ainsi, il ne reste plus rien de moi ici. Je me trompe, un domestique, me voyant regarder tout cela comme un inconnu qui le verrait pour la première fois, m’a dit tout à coup : Victor Hugo a passé ici. Et il m’a montré, sur un livre d’inscriptions banales, un demi-vers de moi qu’un voyageur y a écrit avec mon nom au bas. On montre cela aux étrangers.
Je les ai laissés dans leur erreur. À quoi bon les détromper ? Les vrais souvenirs que j’avais laissés ici ont disparu. Qu’importe qu’un faux les remplace. Mon nom n’en est pas moins prononcé tous les jours dans ce même lieu où je pensais à toi, il y a quatorze ans. Quelles fraîches rêveries alors sous cette tour démantelée ! La ruine n’est pas plus ruine qu’elle n’était. Mais moi, de combien de côtés je suis déjà écroulé !
Pas cependant du côté de mon amour pour toi, mon pauvre ange. Cela est comme le cœur du mur. À mesure que le parement tombe, on ne l’en voit que mieux. Dénudé, mais indestructible.
Je laisse aller ma pensée au hasard. Dans une heure je partirai pour Mantes où je trouverai tes lettres, ce qui m’emplit de joie et d’impatience. Va, je t’aime, c’est bien vrai."
François XIII de La Rochefoucauld meurt en 1848 à 83 ans.
Son fils François XIV obtient des crédits de préservation et le classement des ruines du vieux château à l'inventaire des monuments historiques en 1862 marié à Zénaïde de Chapt de Rastignac il meurt prématurément en 1874.
Si le fils ainé François XV conserve la tête de la maison de la Rochefoucauld, c'est le deuxième fils Alfred de La Rochefoucauld qui relève le titre de duc de La Roche-Guyon à titre de courtoisie (sans lettres patentes) et hérite du château. Il se marie en 1851 avec Isabelle Nivière (1833-1911), écrivaine et poétesse, auteure de nombreux poèmes parus chez Alphonse Lemerre. Quatre enfants naitront de cette union. À la mort d'Alfred en 1883, Le domaine se transmet à leur fils aîné Pierre de La Rochefoucauld (1853-1930).

### LeXXesiècle

#### Première vente
En 1930, à la mort de Pierre de La Rochefoucauld, une dispersion partielle du mobilier a lieu. La Roche-Guyon, jusqu'à cette date, était un des rares exemples de demeures ayant conservé l'intégralité de son patrimoine mobilier et immobilier depuis la Révolution. Une paire de fauteuils, provenant d'une suite de dix sièges recouverts de tapisserie de la Savonnerie, est alors acquise par Moïse de Camondo et est conservée au musée Nissim-de-Camondo à Paris.
Son fils aîné, Gilbert de La Rochefoucauld (1889-1964), marié en premières noces 1899 avec la princesse Hélène de La Trémoille, dont une fille, Monique de La Rochefoucauld, puis en secondes noces en 1927 avec Marie-Louise Lerche, est désormais à la tête des destinées du château.
Par arrêté du 6 janvier 1943, le château, la cour d'honneur avec les grandes écuries et la grille d'entrée, la cour des communs, les communs, le potager compris entre la route et la Seine et le parc attenant au château et au vieux donjon, sont classés au titre des monuments historiques.

#### Occupation
À partir de février 1944, le château est occupé par le Generalfeldmarschall Erwin Rommel et son état-major. Celui-ci a été nommé plus tôt responsable de la défense des côtes françaises contre le débarquement allié qui s'annonce. Il choisit le château comme siège de son quartier général, lui faisant ainsi retrouver provisoirement sa vocation militaire. Le choix vient à la fois de sa configuration semi-troglodytique, de son emplacement rural relativement protégé des bombardements, à proximité des états-majors de Paris et Saint-Germain-en-Laye et à équidistance entre le Cotentin, Le Havre et le Pas-de-Calais, trois sites susceptibles de faire l'objet d'un débarquement allié.
Des boves sont creusées ou agrandies au pied de la falaise et abritent des munitions pour 500 000 hommes. Séparées par d'épais murs de craie, elles sont de plus protégées par des portes blindées ; des pare-éclats en béton sont en outre disposées dans les cours du château. Rommel s'installe dans les salons du pavillon d'Enville, il choisit comme cabinet de travail le grand salon, prolongé par sa terrasse plantée de roses. La famille de La Rochefoucauld vit alors à l'étage supérieur, la cohabitation n'est pas simple d'autant que Monique la fille de Gilbert est soupçonnée d'intelligence avec l’ennemi et de résistance en aidant des aviateurs espions britanniques tandis que Bernard de la Rochefoucauld, frère de Gilbert, est arrêté en Normandie, déporté en camps de la mort puis assassiné pour avoir participé au réseau de résistance Prosper. Monique ne devrait sa vie qu'à la clémence de Rommel qui l'avait prise en sympathie.
Dès le début de 1944, Rommel sait la défaite nazie inévitable. Au cours d'une rencontre secrète avec Carl-Heinrich von Stülpnagel, commandant en chef de l'armée allemande en France, les deux hommes s'accordent sur la nécessité de renverser le régime nazi et de mettre fin à la guerre. Mais leur position sur les moyens divergent : Rommel craint une guerre civile dans le cas de l'assassinat d'Adolf Hitler. Durant les semaines qui suivent, de nombreuses rencontres secrètes se déroulent au château : « Presque chaque jour arrivaient des personnalités du Reich pour s'exprimer librement dans l'oasis de l'état-major de Rommel, loin des griffes de la Gestapo. »

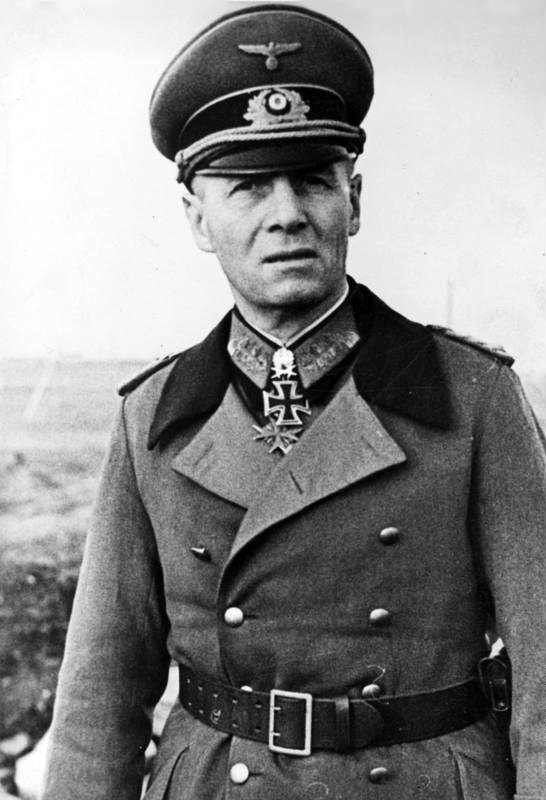
Erwin Rommel en décembre 1943.

Parti en permission chez lui à Herrlingen près d'Ulm le 4 juin 1944, dans le Bade-Wurtemberg, Rommel revient précipitamment à La Roche-Guyon dans la nuit du 6 au 7 juin à la nouvelle du débarquement allié en Normandie.
Il rencontre Hitler au Wolfsschlucht II (un quartier général du Führer situé à Margival dans l’Aisne, à 10 km de Soissons) le 17 juin et souhaite le faire venir à la Roche-Guyon pour lui faire prendre conscience de la situation du front normand mais le dictateur préfère retourner en Allemagne (l'intention secrète aurait été selon certaines sources d'y faire arrêter Hitler).
Le 17 juillet, de retour d'une tournée d'inspection du front en Normandie, la voiture de Rommel est mitraillée par deux avions de la Royal Air Force sur la route de Livarot à Vimoutiers près de Sainte-Foy-de-Montgommery (dans le Calvados). Le chauffeur est mortellement blessé, la voiture accidentée et le général est grièvement blessé. Amené à l'hôpital militaire de Bernay (dans l’Eure), il est évacué vers celui du Vésinet (près de Paris) après 5 jours de coma et avant d'être transféré à sa demande en Allemagne auprès de sa famille.
Le 19 juillet, le maréchal Günther von Kluge le remplace dans ses fonctions et arrive à la Roche-Guyon. Lors d'un dîner au château le 20 juillet (jour de l’attentat contre Hitler), Kluge refuse de se rallier aux idées de Stülpnagel qui souhaite soutenir la rébellion et capituler devant les Alliés. À la suite de l'échec de l'attentat, Kluge est rappelé à Berlin pour s'y expliquer sur son rôle. Il se suicide sur la route le 18 août à proximité de Dombasle-en-Argonne tandis que Rommel, accusé de haute trahison, reçoit l'ordre secret de se suicider le 14 octobre 1944 à Herrlingen. L'excuse officielle de l'embolie pulmonaire donnée par le régime permettra de ne pas provoquer un découragement supplémentaire pour la population allemande, auprès de laquelle Rommel avait été érigé en héros nazi exemplaire. Des obsèques nationales sont tenues pour Rommel et sa famille évite l'arrestation ainsi que l’exécution alors réservée aux familles des traîtres au régime.
Le 18 août 1944, l'armée allemande évacue le village en une journée alors que les troupes alliées atteignent Vernon et Mantes.

#### Bombardement et destruction partielle
Dans la soirée du 25 août, une semaine après le départ des Allemands, La Roche-Guyon subit un inutile bombardement allié : soixante-quatre bombes frappent le village dont huit atteignent le château. Les communs du château sont touchés, la toiture des écuries s'effondre et le château lui-même est éventré.
Dès 1946, de longues restaurations sont engagées. Les parties les moins atteintes sont mises hors d'eau, puis les travaux se succèdent : la tour carrée en 1946, la couverture de l'escalier d'honneur et le passage de la chapelle en 1948, une partie des intérieurs de 1948 à 1953, les écuries en 1956, les communs en 1959.
En 1964, Gilbert de La Rochefoucauld (né en 1899) meurt, laissant sa seconde épouse, Marie-Louise Lerche (1899-1984), duchesse de La Roche-Guyon, à la tête des destinées du château.

#### Succession difficile et dispersion déchirante
Marie-Louise Lerche meurt en 1984 et la succession s'avère difficile. En 1987, des actes de vandalisme dans le château inhabité, conjugués au manque d'entretien, nécessitent une indispensable restauration dont le coût ne peut être assumé par la succession. La quasi-totalité du mobilier, de la décoration, des boiseries et de la bibliothèque, quasiment intacts depuis la Révolution de 1789, est alors dispersée aux enchères à Monaco (seules huit pièces font l'objet d'une mesure de non sortie du territoire national au nom de la protection patrimoniale).
Le château vide, reste propriété de la famille mais est confié, par bail emphytéotique, au conseil général du Val-d'Oise qui en assume les charges d'entretien, de conservation, d'exploitation et de valorisation.

#### Ouverture au public
Ouvert au public en 1994, le château reprend peu à peu vie avec l'aide d’événements (festivals, tournages…) et de subventions (ministère de la Culture, Fondation du patrimoine, fondation Stéphane-Bern…). Les salons du rez-de chaussée, le donjon puis les écuries sont restaurés, sécurisés et ouverts à la visite tandis qu'une campagne fastidieuse de ré-acquisition du mobilier est lancée. La plupart des objets sont localisés mais, entrés au sein de collections privées et de musées étrangers, leur retour est parfois impossible ou trop coûteux.
Cependant, des « victoires » sont enregistrées telles que le retour définitif de la suite d'Esther. Cette suite de quatre tapisseries réalisées sur mesure par la manufacture des Gobelins pour le Grand Salon d'après des cartons de Jean-François de Troy avait été commandée en 1766 par la duchesse d'Enville. Installée en 1769, elle avait été acquise en 1987 par Karl Lagerfeld et mise au coffre en attente d'exposition ; les quatre tapisseries sont acquises conjointement par l’État et le département du Val-d'Oise à la mort du couturier, puis réinstallées à leur place originelle.
Des objets appartenant à des collections publiques ou privées, tels que les fauteuils de la collection de Camondo ou issus de collections du Louvre ou du Getty Museum retrouvent ponctuellement leur place pour des dépôts de plus ou moins longue durée.
En 2011 reviennent les chenets du grand salon, en 2022 le nécessaire à cheminée du XIXe siècle et le fauteuil Louis XIV, puis en 2023 le bureau « de Louvois » en marqueterie Boulle.

## Théâtre du château de La Roche-Guyon
Dans la seconde moitié du XVIIIe siècle les salles de spectacle privées dans les résidences aristocratiques et bourgeoises se multiplient et remplacent les simples tréteaux provisoirement installés dans un salon ou un escalier. La duchesse d’Enville ne fait pas exception et fait aménager à La Roche-Guyon une salle de théâtre comprenant machineries et décors à l’instar des grands théâtres parisiens. Cette salle de taille plutôt modeste (40 à 50 spectateurs) est inaugurée en octobre 1768 sous le grand salon des tapisseries, et elle présente la particularité d'être entièrement troglodytique.
Luxueusement équipé, le théâtre permet la mise en scène de véritables représentations, avec changements de décor. Il reste un témoin rare de conservation in situ d’un ensemble authentique. Son décor intérieur tout comme son emplacement s'inscrivent aussi bien dans la sobriété du pavillon que dans sa fantaisie. Son usage est peu documenté cependant on sait que des troupes professionnelles comme amatrices y présentaient des opéras comiques et des pièces de théâtre.
Victime de l'humidité et de xylophagie et dans un état de délabrement avancé et non visitable, il est inconnu du grand public. Une souscription pour des restaurations menée par la Fondation du patrimoine et la Mission Stéphane Bern est en cours. Le restaurer permettrait son accès à tous et contribuerait à enrichir l'attractivité touristique du site à un niveau local, national, et international. Par ailleurs, la mission culturelle de l’établissement s'en trouverait enrichie, de par l’accroissement du nombre de spectacles vivants qu'elle serait en mesure de proposer au public.

## Jardin et potager du château
Le potager du château de la Roche-Guyon, reconstitué et d'une surface de trois hectares environ, a rouvert ses portes temporairement au public le 5 juin 2004. Une nouvelle phase de rénovation, engagée en 2007, a permis une nouvelle ouverture au printemps 2009.

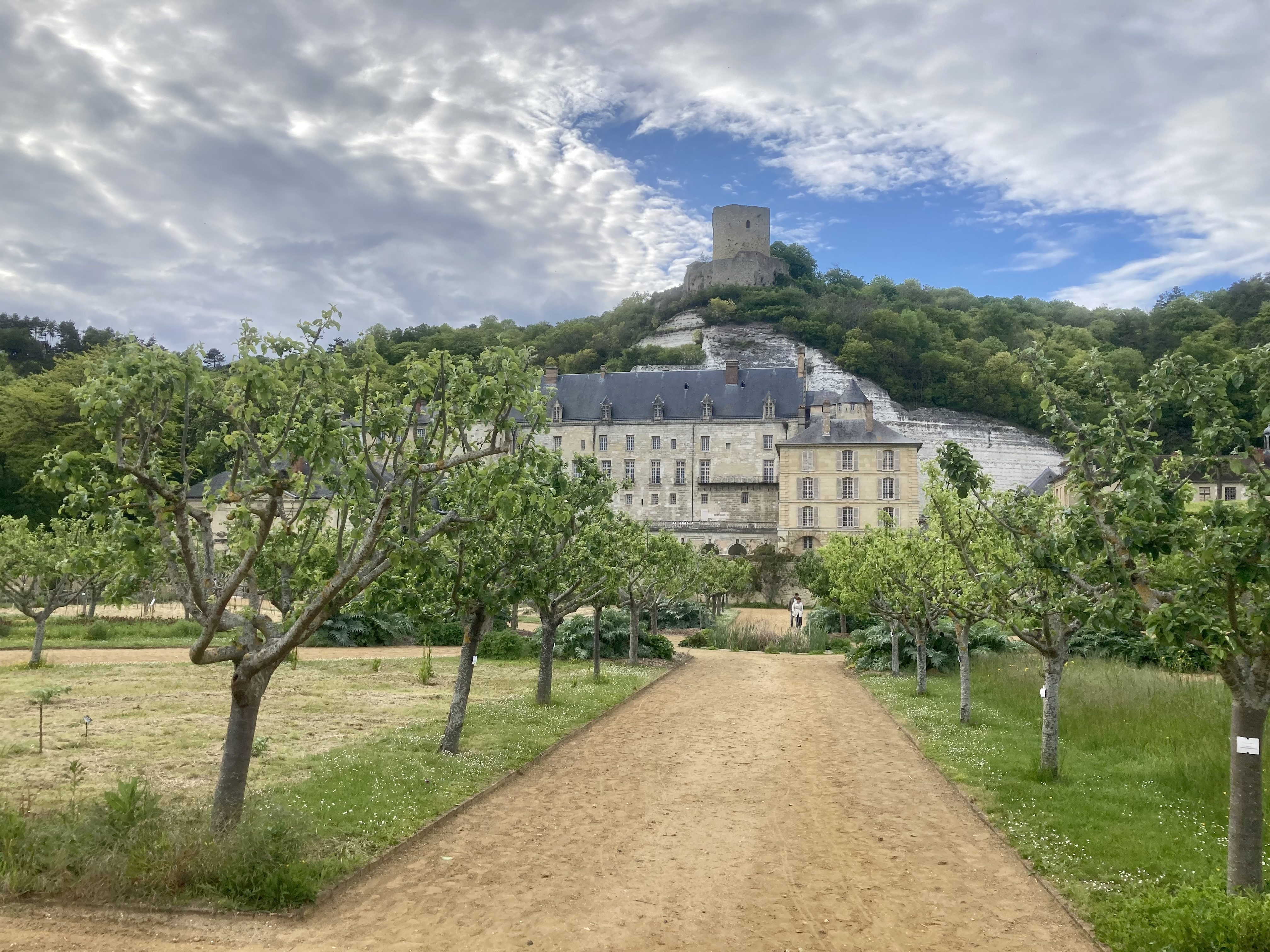
Château vu des jardins.
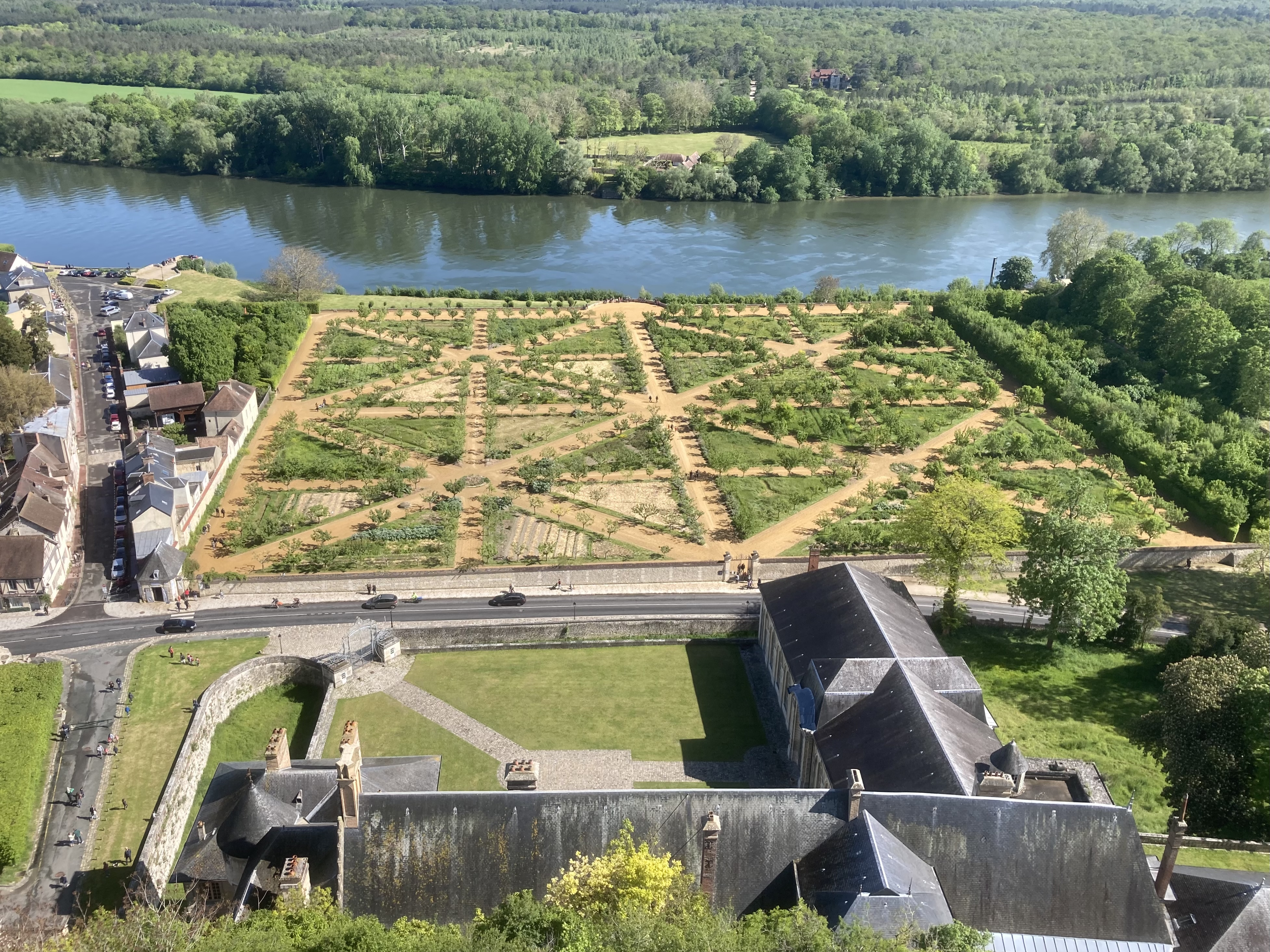
Potager du château de La Roche-Guyon.

## Le château dans la littérature et la peinture

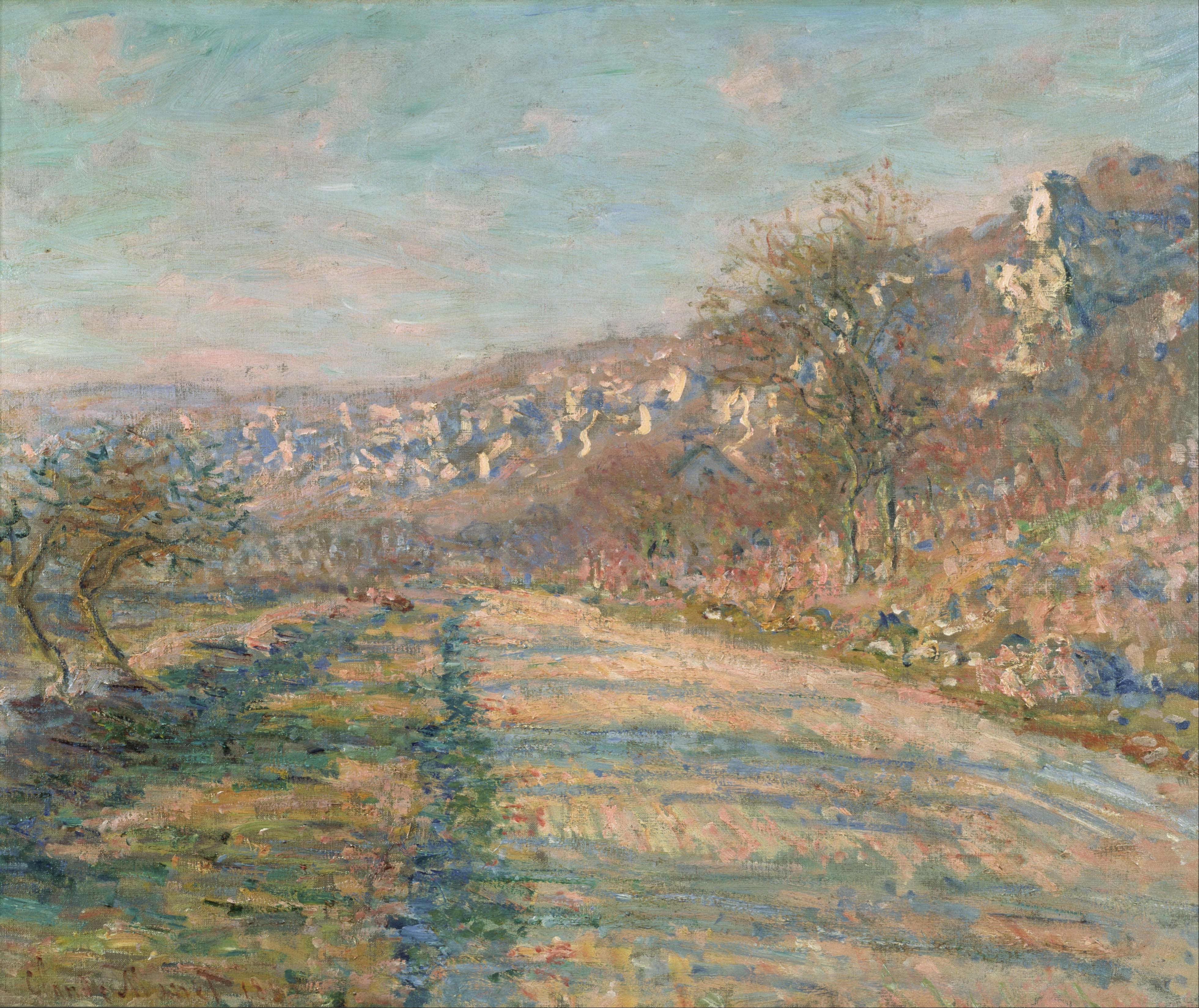
La Route de La Roche-Guyon, 1880, par Claude Monet (National Museum of Western Art, Tokyo).

Le château est évoqué par Renault le Ménestrel dans Galeran de Bretagne, roman courtois du XIIIe siècle. Un mariage s'y déroule et les festivités qui sont décrites permettent de se donner une idée de l'animation qui pouvait régner au château lors des grands évènements de la vie de ses seigneurs : « Ce fut à la Roche-Guyon qu'il se maria avec Fleurie, la fille du seigneur de La Roche-Guyon. Elle fut baptisée en l'église Saint-Éloi de La Roche-Guyon du nom de Fleurie parce qu'elle était née le jours des Pâques Fleuries (les Rameaux)… La Roche-Guyon est en rumeur et les ménestrels de toute espèce s'y sont donné rendez-vous; les uns font une chose, d'autres une autres, qui savent es métiers. Les uns font combattre des verrats, d'autres font battre ours avec chiens ; …On fit à ces noces battre des ours et des verrats et des chiens et des lévriers de chasse. ».
Un manuscrit du Livre du Chastel de Labour, roman moraliste en vers, destiné à de jeunes «bacheliers » célibataires à la veille du mariage, écrit au plus tard vers 1370 par Jacques (ou Jean) Bruyant, et ayant appartenu à Guy Le Bouteillier, est conservé à la Free Library de Philadelphie aux États-Unis à la suite de la donation de la famille Widener (en) en 1944. Guy Le Bouteillier était le commanditaire de ce manuscrit comme l'attestent ses armes reproduites plusieurs fois dans le manuscrit dont les enluminures furent certainement réalisées par le Maître de Fastolf, sans doute dans l'atelier du Maître de Bedford. Elles sont d’une telle précision que l’on peut affirmer que l’artiste connaissait le site de La Roche-Guyon.
Au XVIIIe siècle, le coteau de La Roche-Guyon et son château troglodytique ont été peints en tant que paysages de peinture pittoresque par le peintre Hubert Robert. Au XIXe siècle Claude Monet, qui a résidé non loin à Vétheuil puis à Giverny, a également peint des paysages de La Roche-Guyon et de ses falaises. Au XXe siècle, Georges Braque représente le village en 1909 durant sa période dite du cubisme analytique.
Au XIXe siècle, un de ses propriétaires et habitants, le prince de Léon, duc de La Roche-Guyon en 1816 et cardinal Louis-François de Rohan-Chabot y reçut Alphonse de Lamartine qui y a écrit une de ses plus admirables méditations poétiques : la Semaine sainte à la Roche-Guyon au célèbre premier vers : Ici viennent mourir les derniers bruits du monde.
Également en relations avec Lamennais, Montalembert, Hugo et l'abbé Dupanloup, celui que l'écrivain dit « né pour l'autel comme d'autres naissent pour le champ de bataille » eut effectivement une carrière religieuse fulgurante : entré au séminaire en 1819, ordonné prêtre en 1822, sacré successivement archevêque d'Auch en 1828 puis de Besançon et enfin fait cardinal en 1830 (un an après avoir revendu le domaine aux ducs de La Rochefoucaud). Il est évoqué dans Les Mémoires d'outre-tombe et servit de modèle à Stendhal pour le personnage du prélat devant qui paraît le jeune Julien Sorel dans Le Rouge et le Noir (novembre 1830).
Voulant débarrasser de la bibliothèque du château « tous les ouvrages jansénistes, les livres scientifiques et l'Encyclopédie » (Hayot, op. cit.), il les fit brûler ; cet autodafé a pu comprendre les ouvrages de Condorcet, Voltaire, Turgot, ou d'Alembert, « esprits éclairés » connus et appréciés de la duchesse d'Enville ?

### Passage de Victor Hugo dans l'été 1835
« Je suis à La Roche-Guyon (comme il y a quatorze ans). Rien de changé non plus dans ce triste et sévère paysage. Toujours ce beau croissant de la Seine, ce sombre rebord de collines, cette vaste nappe d'arbres (ni) non plus dans le château excepté le maître  qui est mort et moi, le passant, qui suis vieilli (…) C'est le même ameublement seigneurial, j'ai revu le fauteuil où s'est assis Louis XIV, le lit où a couché Henri IV (…). Quant au  lit où j'avais couché, le vaste lit du cardinal de la Rochefoucauld, on a fait des dessus de chaises pour le billard. Ainsi, il ne reste plus rien de moi ici (…). Sur un livre d'inscriptions banales, un demi-vers de moi qu'un voyageur a écrit avec mon nom au bas (…). Les vrais souvenirs que j'avais laissés ont disparu »  (lettre à Adèle le 16 août 1835).

### Un siècle après, un autre visiteur…

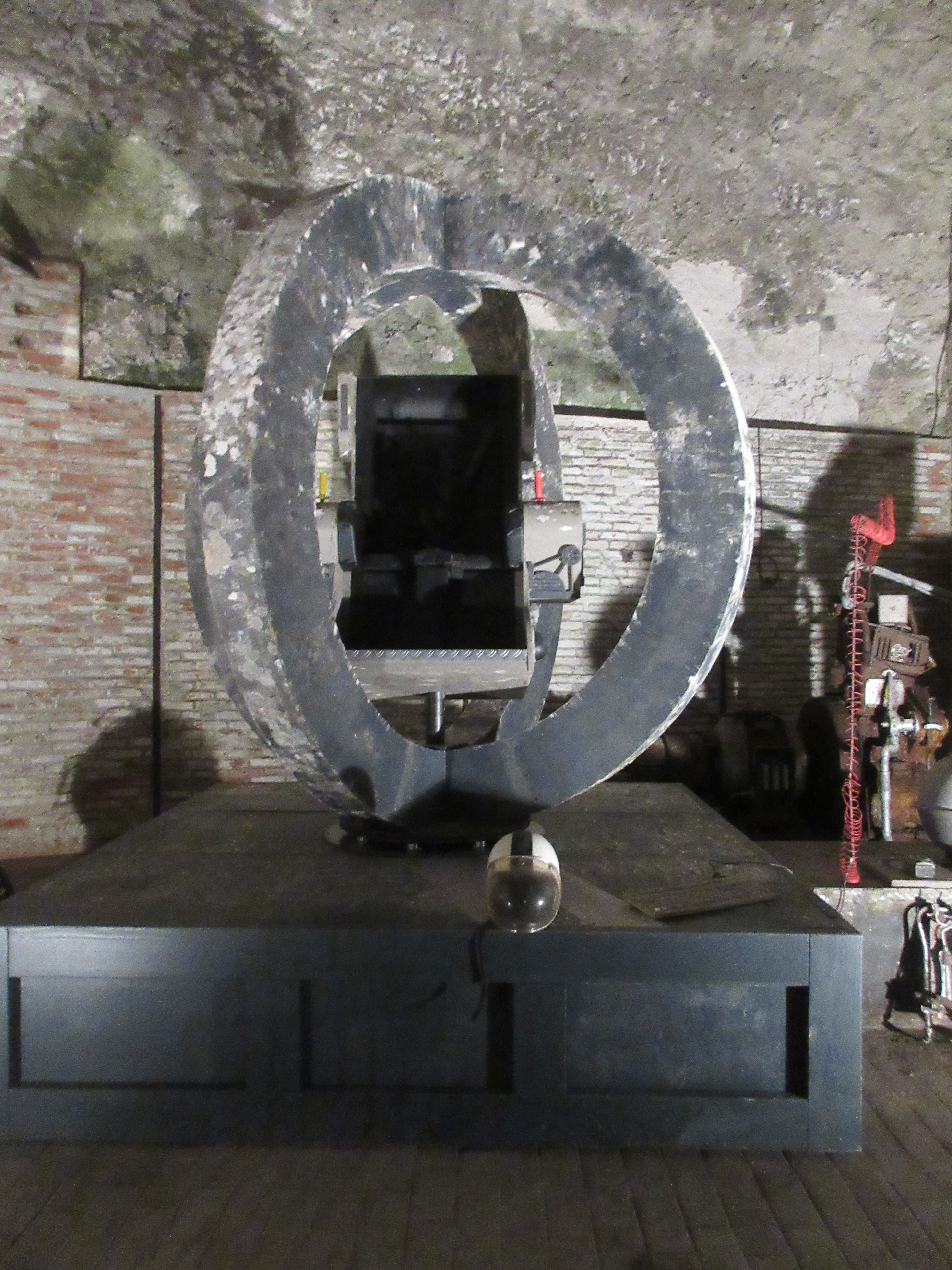
Le Chronoscaphe de Le Piège diabolique mis en scène dans les catacombes du chateau.

« L'on voit encore la table sur laquelle le ministre de Louis XIV aurait contresigné la révocation de l'édit de Nantes. Dans le même salon sont tendues les admirables tapisseries des Gobelins d'Audran et de Cazotte, l'Histoire d'Esther (…) Dans le salon de famille sont les portraits de la duchesse d'Enville par Nattier et par Mme Roslin » 
René Camena d'Almeida (Châteaux en Ile-de-France, 1936).
Le château et le village servent de toile de fond à la bande dessinée de science-fiction Le Piège diabolique, publiée en 1960-1961 par le dessinateur et scénariste belge Edgar P. Jacobs et qui fait partie de la série Blake et Mortimer. Cette bande dessinée fait l'objet d'une scénographie dans les locaux du château, également présentée sur son site web.

## Le château au cinéma ou à la télévision
- 1972 : Requiem pour un vampire de Jean Rollin
- 2012 : Rommel, le guerrier d’Hitler (téléfilm allemand) de Niki Stein